# Келадион Александрийский
Келадион Александрийский (греч. Κελάδιον της Αλεξάνδρειας; I век — 15 июля 169) — епископ Александрийский, восьмой епископ после апостола Марка. В «Церковной истории» Евсевия, епископа Кесарии Палестинской, Келадион упоминается как преемник Марка II. В «Хронике» Евсевия сообщается, что Келадион занимал кафедру в течение 14 лет.
Согласно армянской редакции, Келадион занял кафедру в 18-й год правления императора Антонина Пия.
Согласно переводу Иеронима, Келадион занял кафедру в 16-й год. В переводе Иеронима начало правления епископа Агриппина, который сменил Келадиона на Александрийской кафедре, датируется шестым годом правления императора Марка Аврелия, то есть 167 годом. Исходя из этой информации 14-летний период пребывания Келадиона на епископском престоле начался в 153 году.
Эта хронология подтверждается данными византийского хрониста Георгия Синкелла, а также «Историей Александрийских патриархов». В последней Келадион упоминается как девятый патриарх, включая апостола Марка.
Также сообщается, что Келадион скончался при императоре Луции Вере в 169 году. Он был погребён вместе со своими предшественниками в церкви Вукола.